# (2900) Luboš Perek
(2900) Luboš Perek – planetoida z pasa głównego asteroid okrążająca Słońce w ciągu 5 lat i 97 dni w średniej odległości 3,03 j.a. Została odkryta 14 stycznia 1972 roku w Hamburg-Bergedorf Observatory w Bergedorfie przez Luboša Kohoutka. Nazwa planetoidy pochodzi od Luboša Perka (ur. 1919), czeskiego astronoma. Przed nadaniem nazwy planetoida nosiła oznaczenie tymczasowe (2900) 1972 AR.